# Le Moniteur Universel
Le Moniteur Universel var en fransk tidning, grundad 24 november 1789 efter mönster av brittiska tidningar av bokhandlaren Charles-Joseph Panckoucke under namnet Gazette Nationale ou Le Moniteur Universel. 1811 ströks det första ledet i tidningens namn.
1790 slogs tidningen samman med Bulletin de l'assemblée, utgiven av Hugues-Bernard Maret, och fick därigenom en halvofficiell karaktär. Den meddelade protokoll och akter från olika revolutionära församlingar. Från 28 december 1799 var Le Moniteur Universel franska regeringens officiella organ, en ställning som den med undantag av tiden 8 juli 1814 - 1 februari 1816 behöll till 1 januari 1869, då den ersattes av Journal officiel. Fram till 1910, då den nedlades, var Le Moniteur Universel därefter de konserativas huvudorgan.